# Fuori l'autore
Fuori l'autore (titolo originale Witness at Large) è un romanzo giallo del 1966 di Mignon G. Eberhart. Il romanzo è stato pubblicato due volte da Arnoldo Mondadori Editore: nel 1968 nella collana Il Giallo Mondadori e nel 1988 nella collana I Classici del Giallo Mondadori. Come sempre nei romanzi della Eberhart accanto all'intreccio poliziesco è presente una componente più romantica e sentimentale.

## Trama
Nell'isola di Scatawan di proprietà del vecchio Sahib Esseven è in corso un conflitto familiare per stabilire il futuro della Casa Editrice Esseven.
La casa editrice è al momento controllata da Boyd, figlio adottivo di Sahib, che ha anche adottato Tom e Cornelia, detta Sorellina. Mildred, la moglie di Boyd, ha deciso che la casa editrice deve essere venduta al ricco George Bronson, anch'egli ospite nell'isola, e attende che ritorni il marito per concludere l'accordo.
Tuttavia contrari a questa cessione sono Sahib, Tom e John Cobwell, l'amministratore della società, anche se essi sanno bene che Mildred riuscirà facilmente a convincere Boyd.
Cornelia, dopo aver assistito alle prime fasi dello scontro, si dedica a degli appunti di lavoro di Tom. Più tardi nella serata, mentre ritorna dal suo cottage alla grande casa Esseven, passando per il molo immerso nella nebbia la ragazza vede Tom, con un martello in mano, chino nell'acqua dove si trova il corpo senza vita di Mildred.
Il dubbio angosciante che Tom possa aver ucciso Mildred assale Sorellina; lei ama segretamente Tom, però adesso è anche testimone oculare di ciò che sembra un omicidio: la sua testimonianza potrebbe essere fatale per Tom.

## Edizioni
- Mignon Good Eberhart, Fuori l'autore, collana Il Giallo Mondadori n.1004, Arnoldo Mondadori Editore, 1968.
- Mignon Good Eberhart, Fuori l'autore, traduzione di Lia Volpatti, collana I Classici del Giallo, n.562, Arnoldo Mondadori Editore, 1988,  pp. 171, cap. 16.